# Murad Əhmədiyev
Murad Əhmədiyev (ur. 6 września 2001) – azerski zapaśnik walczący w stylu klasycznym. Zajął ósme miejsce na mistrzostwach Europy w 2025. Złoty medalista mistrzostw świata wojskowych w 2023. Drugi w Pucharze Świata w 2022 roku. 
Mistrz Europy U-23 w 2023 i trzeci w 2024 roku.